# Borofen

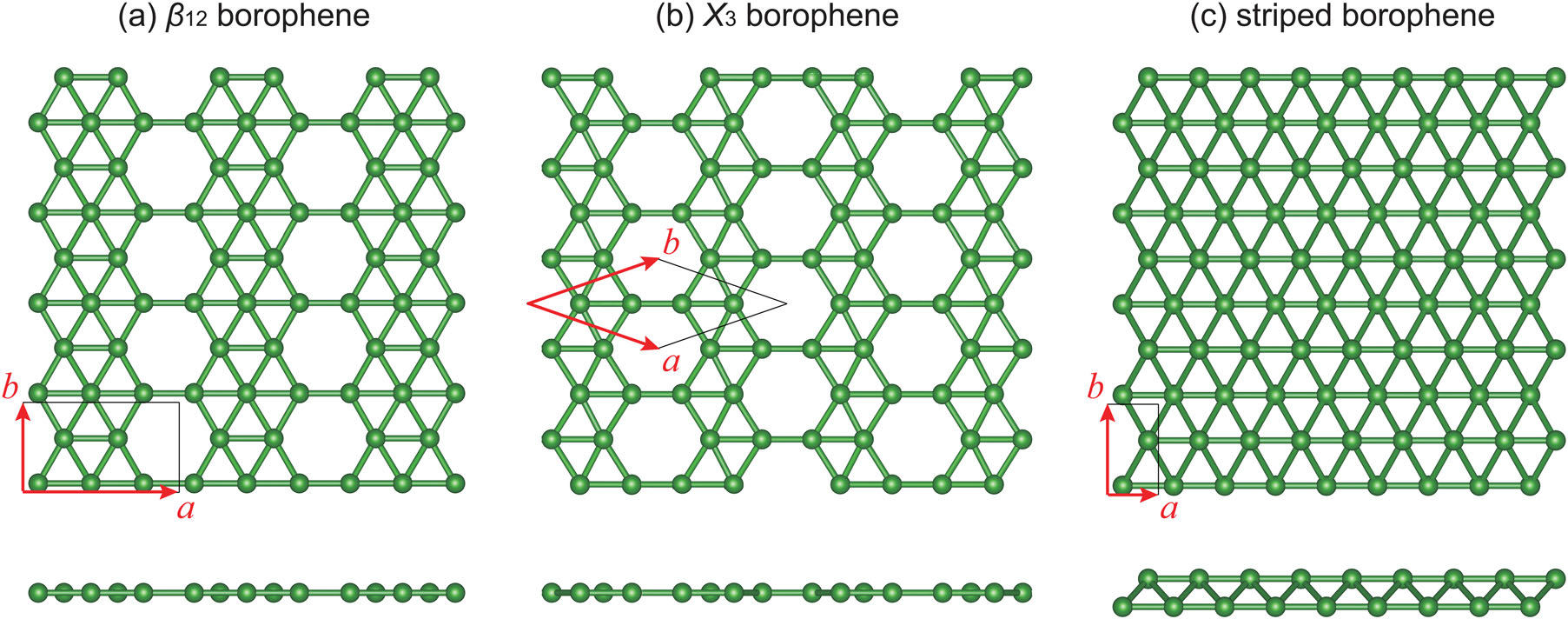
Krystalové struktury připravených borofenů: (a) β_{12} borofen (taky označovaný jako γ list nebo υ_{1/6} list), (b) χ_{3} borofen (υ_{1/5} list), (c) borofenová vrstva

Borofen je 2D alotropická modifikace boru, jde o krystalickou monovrstvu tvořenou atomy boru. První předpověď existence této modifikace je z roku 1997, v roce 2015 se povedlo připravit první borofenové struktury.

## Vlastnosti
Depozicí na čistý kovový substrát v ultravysokém vakuu byla připravena skupina krystalických a metalických borofenů. Jejich struktury sestávají z trojúhelníkových a šestiúhelníkových motivů. Struktura je dána kombinací dvoucenterních a vícecenterních vazeb, které jsou typické pro elektronově deficitní prvky, jako je bor.
Borofeny vykazují elasticitu v rovině a vysokou pevnost. V některých modifikacích mohou být pevnější a pružnější než grafen. Na základě výpočtů se předpokládá, že bude mít borofen elektronovou strukturu kovů, jelikož je bor lehčí než jakýkoliv kov, půjde o nejlehčí experimentálně připravený 2D kovový materiál.
Díky teoretickým vysokým měrným kapacitám, elektrické a iontové vodivosti je borofen perspektivním materiálem pro anody akumulátorů. Má také schopnost snadno adsorbovat vodík, více než 15 % vlastní hmotnosti, to je zajímavé pro systémy na ukládání vodíku. Borofen také dokáže katalyzovat rozklad molekulárního vodíku (H2 → 2 H) a redukovat vodu.

## Historie

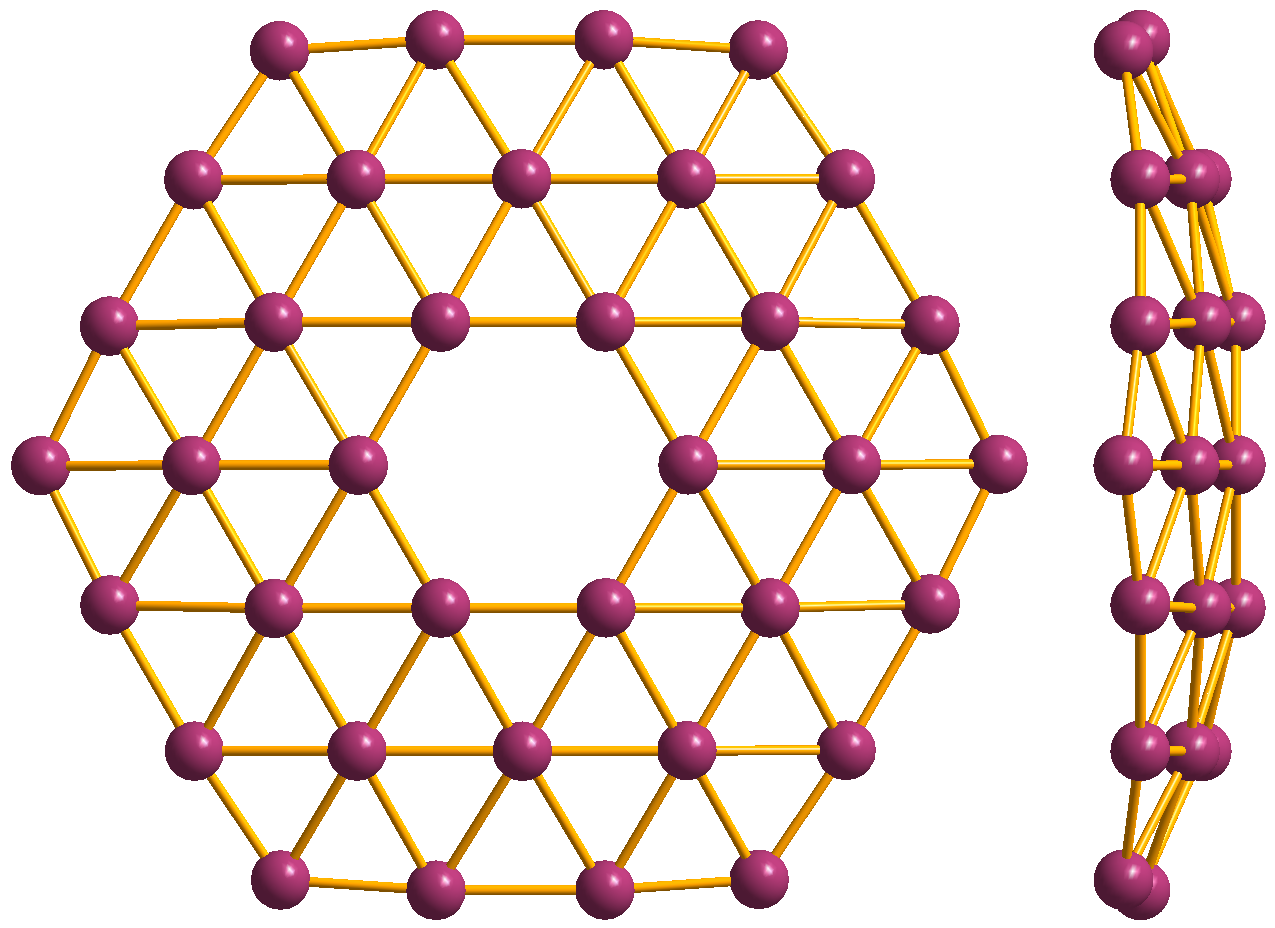
Klastr B_{36}, lze ho považovat za nejmenší borofen

Výpočetní studie I. Boustaniho a A. Quandta z roku 1997 ukázaly, že malé klastry boru nemají ikosaedrickou geometrii jako borany, ale že jsou kvazirovinné. To vedlo k objevu tzv. Aufbau principu, který předpovídá možnost vzniku borofenu (bórových listů), bórových fullerenů (borosférenů) a bórových nanotrubic.
Další studie ukázaly, že rozšířené trojúhelníkové borofeny jsou kovové a zaujímají neplanární, prohnutou geometrii. Další výpočetní studie, založené na předpovědí stabilního bórového fullerenu B80, naznačily, že rozšířené borofenové listy s voštinovou strukturou a s částečně vyplněnými hexagonálními otvory jsou stabilní. Tyto struktury borofenu byly předpovězeny jako kovové. Takzvaný γ list je známý také jako β12 borofen nebo υ1/6 list.
Planarita borových plátů byla poprvé experimentálně potvrzena v roce 2003. Později ukázali, že struktura B36 je nejmenší 2D jednotka bóru, která má šestičetnou symetrii a uprostřed šestiúhelníkový otvor. Může tedy sloužit jako potenciální základ pro složitější dvourozměrné struktury bóru.
Syntéza silicenu ukázala, že by mohl být borofen připraven depozicí na kovový substrát. Zejména se ukázalo, že krystalová struktura borofenu je dána strukturou kovového povrchu na který byla deponována.
V roce 2015 se dvěma výzkumným týmům podařilo syntetizovat různé fáze borofenu na povrchu krystalu stříbra(111) v ultravysokém vakuu. Ze tří syntetizovaných fází borofenu se, v souladu s dřívější teorií, jako základní stav na povrchu Ag(111) potvrdil list v1/6 neboli β12, zatímco struktura borofenu χ3 byla predikována až v roce 2012. Borofeny zatím existují pouze na substrátech, na kterých byly připraveny.

## Syntéza
Hlavní metodou pro růst vysoce kvalitního borofenu je epitaxe z molekulárních svazků. Vysoká teplota tání boru a růst borofenů při mírných teplotách představovaly pro syntézu borofenů značnou výzvu. S využitím pyrolýzy diboranu (B2H6) jako zdroje čistého boru skupina výzkumníků poprvé oznámila růst monoatomických vrstev borofenu pomocí chemické depozice z plynné fáze (CVD). Vrstvy borofenu vytvořené pomocí CVD vykazují průměrnou tloušťku 4,2 Å, krystalickou strukturu a kovovou vodivost.
Charakterizace v atomárním měřítku, podpořená teoretickými výpočty, odhalila struktury připomínající roztavené klastry bóru sestávající ze smíšených trojúhelníkových a hexagonálních motivů, jak již dříve předpověděla teorie. Skenovací tunelová spektroskopie potvrdila, že borofeny jsou kovové. To je v kontrastu s bulkovými alotropy boru, které jsou polovodivé a vyznačují se strukturou založenou na ikosaedrech B12.
V roce 2021 vědci oznámili přípravu hydrogenovaného borofenu na stříbrném substrátu, produkt nazvali borofan. Struktura je složena ze dvou vrstev, na stříbrném substrátu je vrstva boru a na ní vodíku. Stabilita tohoto produktu je vyšší než stabilita samotného borofenu.

### Vícevrstvý borofen
Existence dvoj- a trojvrstev byla poprvé pozorována o borofenu připraveného CVD metodou. Brzy poté byla publikována první cílená příprava dvojvrstvého borofenu.